# Tarachodes fraterculus
Tarachodes fraterculus är en bönsyrseart som beskrevs av Rehn 1912. Tarachodes fraterculus ingår i släktet Tarachodes och familjen Tarachodidae. Inga underarter finns listade i Catalogue of Life.